# Jessica Ryde
Jessica Karin Maria Ryde, född 18 maj 1994 i Östra Torn i Lund, är en svensk handbollsmålvakt.

## Karriär
Jessica Ryde började spela i Lugi HF. Som juniorspelare i Lugi var hon med och vann klubbens första damjunior-SM 2011. Efter säsongen 2012-2013 fick hon inget förlängt kontrakt med Lugi och valde då att spela för H65 Höör.
2014 var Jessica Ryde med och vann Challenge Cup med H65. 2015 fick Jessica Ryde utmärkelsen Årets Komet. Säsongen 2016-2017 var hon med och blev svensk mästare, efter finalseger över IK Sävehof. Därefter lämnade Ryde H65 och blev proffs i danska FC Midtjylland Håndbold (som senare bytte namn till Herning-Ikast Håndbold, därefter Ikast Håndbold). Från sommaren 2023 har hon kontrakt med franska Neptunes de Nantes. Då Nantes gick i konkurs blev Ryde klubblös. Hon fick kontrakt med ungerska klubben DVSC Schaeffler.

## Landslagskarriär
Ryde har spelat i svenska juniorlandslaget och svenska ungdomslandslaget. Hon har spelat 34 J-landskamper och 30 U-landskamper enligt Svenska Handbollförbundets landslagsstatistik. A-landslagsdebut mot Färöarna i EM kval i juni 2018 då Jessica ersatte en skadad Bundsen i truppen. Hon hade i oktober 2019 spelat 7 landskamper och blev uttagen till VM-truppen till VM i Japan. Hon fick aldrig spela i den turneringen men däremot kom hon med i truppen till EM 2020 i Danmark och spelade mycket i den turneringen. Hon har sedan varit ordinarie målvakt i svenska landslaget. Hon blev inte uttagen till VM 2023 som spelades bland annat i Sverige. Hon blev uttagen som reservmålvakt till Os 2024 men spelade inte i turneringen. Till  2024 EM var hon åter med i truppen och spelade i gruppmatchen mot Turkiet.